# سیارک ۱۸۵۵۰
سیارک ۱۸۵۵۰ (به انگلیسی: 18550 Maoyisheng، نامگذاری:1997AN14) هجده هزار و پانصد و پنجاهمین سیارک کشف شده‌است که در ۹ ژانویه ۱۹۹۷ کشف شد.
قدر مطلق سیارک برابر ۲۴٫۵ است.